# Elias av Cortona
Elias av Cortona, egentligen Elias Bombarone född omkring 1180 i Assisi, död 22 april 1253 i Cortona, var en italiensk franciskanmunk.
Elias av Cortona blev tidigt en av Franciskus av Assisis lärjungar, och verkade med framgång i det av Franciskus startade missionsarbetet i Syrien. Han var ordensvikarie 1221-1227 och ordensgeneral 1232-1239. Elias av Cortona följde den av kardinal Ugolino inledda utvecklingen i riktning mot fastare ordensformer, mildrad askes (särskilt angående fattigdomslöftet), studieverksamhet inom orden med mera. Detta ledde till konflikter med den strängare riktningen inom franciskanorden, de så kallade observanterna, och ledde till Elias av Cortonas fall 1239. Han tog då sin tillflykt till kejsar Fredrik II, blev bannlyst av kyrkan och utstött av orden. Vid sin död gjorde han avbön och erhöll kyrkans sakrament. Elias av Cortona lät uppföra den praktfulla gravkyrkan, Basilica di San Francesco, över Franciskus i Assisi, och det är från honom som det äldsta vittnesbördet om Franciskus stigmatisering härstammar.